# Cefalàlgia
La cefalàlgia, cefalea, dolor cefàlic o mal de cap és una condició de dolor lleu a sever al cap. També es pot definir com una experiència perceptiva desagradable acompanyada d'una resposta afectiva i fins i tot de la personalitat generada per l'estimulació d'estructures cranials sensibles al dolor. Sovint el dolor de cervicals o del bescoll pot ser interpretat també com a mal de cap.
Les cefalàlgies són, en conjunt, un dels trastorns més comuns del sistema nerviós, causant importants problemes de salut i discapacitat en les poblacions de tot el món. Malgrat això, són subestimades en abast i escala, i hi ha poc reconeixement del seu impacte en la salut pública.
Les cefalees són omnipresents, freqüents i incapacitants. No obstant això, són poc reconegudes, infradiagnosticades i poc tractades a tot el món: una minoria de persones amb trastorns de mal de cap són diagnosticades professionalment; tot i l'existència d'una àmplia gamma de medicaments eficients contra el mal de cap, els països (en totes les categories d'ingressos) identifiquen la manca de disponibilitat dels medicaments apropiats, com una barrera per a la millor gestió.
A nivell mundial, només es dediquen quatre hores als trastorns de mal de cap en l'educació formal mèdica de pre-grau, aquesta manca d'educació és vista com a clau que impedeix el bon maneig del mal de cap.
Tot i que moltes cefalees poden ser tractades en realitat no ho són i les càrregues, tant individual com social, persisteixen innecessàriament; els costos financers a la societat a través de la pèrdua de productivitat són enormes.
Des de l'antiguitat es coneix la demanda d'assistencial degut a cefalàlgia: el trastorn ja se cita en alguns documents sumeris i egipcis. Hipòcrates es refereix, amb gran coneixement, a les cefalàlgies i individualitza amb gran precisió la migranya amb aura. Posteriorment a aquests primers acostaments a la temàtica hi ha hagut altres tractats vers el tema al llarg de la història i en especial a partir de la segona meitat del segle xix. Amb tot no fou fins a l'any 1948 quan se sistematitzen per primer cop hipòtesis rigoroses (actualment en part superades) sobre la patogènesi de les diferents cefalees, gràcies a la publicació de Headache and other head pain de Harold Wolff.

## Causes

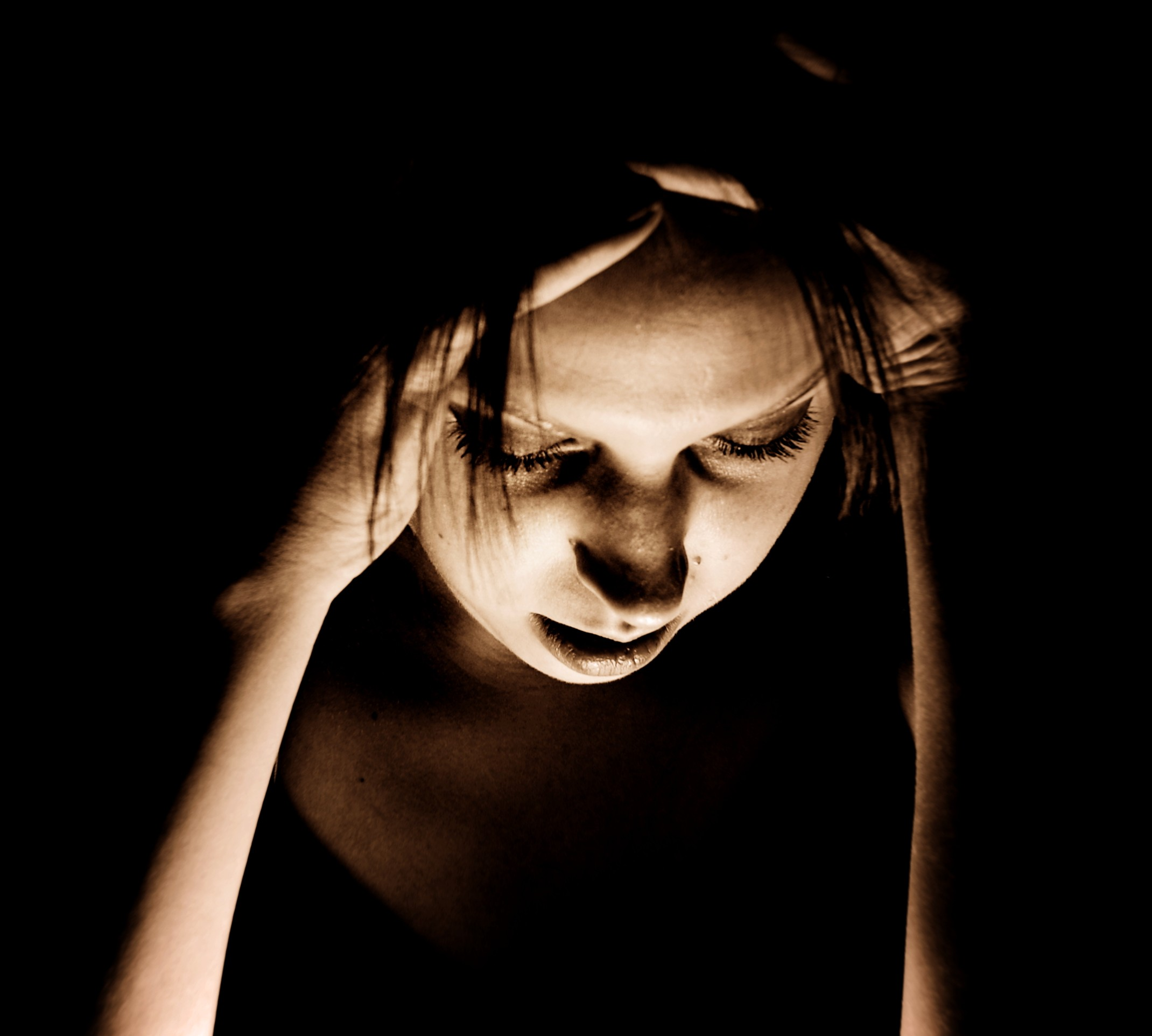
Una persona amb mal de cap

Els mals de cap tenen una gran varietat de causes, des de forçar massa la vista fins a la inflamació de les cavitats sinusoidals o, altres condicions perilloses com encefalitis, càncer de cervell, meningitis o un aneurisme cerebral. Quan el mal de cap apareix juntament amb una ferida al cap, la causa és normalment bastant evident; encara que moltes causes dels mals de cap són més elusives. El tipus de mal de cap més comú és el mal de cap tensional. Molta gent té mals de cap quan tenen fam o estan deshidratats (la deshidratació severa és una de les causes del mal de cap després de la borratxera, ja que l'alcohol és un diürètic).
Es defineixen com cefalees primàries aquelles en què no existeix una causa estructural o metabòlica que expliqui la simptomatologia, mentre que en les secundàries el mal de cap no és més que el símptoma d'una altra patologia subjacent. En la gran majoria de casos la cefalea és primària, amb tot la cefalea pot ser símptoma d'un altra malaltia. Degut al caràcter essencialment subjectiu del mal de cap, el fet que es donin escassos indicadors clínics i la manca de marcadors biològics i anatomics, per a fer una diagnosi de la cefalea i la seva diferenciació es fa necessari efectuar un extens ai minuciosa valoració de la història del pacient. En les cefalees secundàries és on la pràctica de diverses tècniques mèdiques (exploració física, examen neurològic, neuroimatge, etc.) adquireixen major relleu.
Les cefalees tensionals són degudes a la contracció i tensió dels músculs dels muscles, el coll, el cuir cabellut i la mandíbula, i sovint estan relacionats amb l'estrès, la depressió o l'ansietat. El fet de treballar massa, no dormir prou, ometre àpats i consumir alcohol o al·lucinògens pot fer que les persones siguen més susceptibles als dolors de cap. Igualment, els dolors de cap poden ser desencadenats per la xocolata, el formatge o el glutamat monosòdic (GMS). Les persones que consumeixen cafeïna poden presentar dolors de cap quan no obtenen la quantitat diària usual.
Altres causes comunes poden ser:
- Realitzar una activitat que obligui a la persona a mantenir el cap en una posició durant molt de temps, com utilitzar una computadora, un microscopi o una màquina d'escriure
- Dormir en una posició anormal
- Esforçar-se massa
- Estrènyer la mandíbula o esmussar les dents

Les cefalees tensionals tendeixen a donar-se en ambdós costats del cap i sovint comencen en la part posterior d'aquest i es propaguen cap avant. El dolor pot ser sord o opressiu, fins i tot com una banda ajustada o una premsa al voltant del cap. És possible que se senti dolor i rigidesa en els muscles, el coll i la mandíbula.
Les migranyes són mals de cap forts i recurrents que generalment estan acompanyats d'altres símptomes, com a trastorns visuals o nàusees, i tendeixen a començar en un costat del cap, encara que el dolor es pot disseminar a un costat i a l'altre. És possible que la persona experimente un "aura" (símptomes d'advertència que s'inicien abans del mal de cap) i generalment sent un dolor intensament pulsatiu i palpitant.

## Tipus
N'hi ha molts. Al Diccionari Enciclopèdic de Medicina, apareixen 26 definicions de cefalàlgies, entre les que es poden destacar:
- Cefalàlgia associada amb l'ús o amb la supressió de fàrmacs, que és produïda per diferents tipus de substàncies com nitrits, dipiridamol, betahistina, reserpina, monòxid de carboni, alcohol, etc.
- Cefalàlgia tensional, i la cefalàlgia crònica diària, una forma crònica de la cefalàlgia tensional. És molt comuna entre els nens.[8]
- Cefalàlgia essencial, que no té una causa coneguda.
- Cefalàlgia hipertensiva; és orgànica, i és deguda a una hipertensió arterial o a una hipertensió endocranial.
- Cefalàlgia migranyosa, que és el símptoma principal de l'accés de migranya, en crisis recurrents separades entre elles per intervals lliures de símptomes.
- Cefalàlgia histamínica de Horton, o cefalea en acúmuls, que evoluciona amb accessos intensos, de curta durada (15-30 minuts) i recurrents, de dolor unilateral localitzat a les zones periorbitària i frontal, amb elevació de la temperatura local, injecció conjuntival, llagrimeig, i rinorrea. Pot considerar-se com una variant de la migranya.
- Cefalàlgia neuròtica o cefalàlgia psicogènica, que és conseqüència d'un conflicte psíquic. Pot ésser una cefalea tensional o una cefalea orgànica per hipertensió arterial.
- Cefalàlgia oftàlmica, ocasionada per patologies a l'ull com glaucoma, queratitis, uveïtis o neuritis òptica.
- Cefalàlgia otorinolaringològica, ocasionada per otitis, sinusitis, etc.
- Cefalàlgia orgànica o cefalàlgia simptomàtica. És la que és consecutiva a algun procés subjacent: afeccions oculars, afeccions otorrinosinusals, alteracions de les estructures craniocervicals (cervicoartrosi, tumors cerebrals, hipertensió endocranial, etc.), repercussions metabòliques (intoxicacions, estats febrils, anèmia, vasodilatació farmacològica, etc.), estats posttraumàtics i neuràlgies cranials.

El National Institutes of Health (NIH), una institució del govern dels Estats Units dedicada a la investigació mèdica, classifica els mals de cap en un nombre relativament limitat de categories. Esbossen cinc tipus de mal de cap fonamentals segons siguin principalment de tipus vascular, miogènic (tensió muscular), d'origen cervical, de tracció, i com a resposta inflamatòria.
- Vascular. El tipus més comú de mal de cap vascular és la migranya. Després de la migranya, el tipus més comú de mal de cap vascular és el mal de cap produït per la febre. Un altre tipus de mal de cap vascular inclou la cefalea en acúmuls, que són mals de cap molt greus, recurrents i de curta durada, sovint situats a través o al voltant dels ulls i, sovint, es pateix en el mateix moment totes les nits.
- Miogènic o muscular. Semblen implicar l'enduriment o la tensió dels músculs facials i del coll, i poden irradiar a la cara. La cefalea tensional és la forma més comuna d'aquesta categoria de mal de cap.
- Cervicogènic. Mals de cap d'origen cervical que procedeixen dels trastorns del coll, incloses les estructures anatòmiques innervades per les arrels cervicals C1-C3.
- De tracció o inflamació. Són símptomes inflamatoris d'altres trastorns, que van des dels accidents cerebrovasculars a infeccions dels sins paranasals. S'inclouen diversos tipus de mals de cap ja esmentats com la cefalàlgia tensional, la migranya, i molts d'altres.

### Classificació i etiologia
La International Headache Society ha establert una classificació de la cefalàlgia basada en la seva possible etiologia. Aquesta classificació és la de major acceptació i és la recomanada per ordenar diagnòstics. En aquesta s'estableixen 13 apartats etiològics:

#### Cefalees primàries
1. Cefalea tensional: És la més freqüent. El dolor es presenta a tot el cap de manera regular. La sensació és que alguna cosa estreny el perímetre del cap. Sol produir-se per males postures, contractures musculars o estrès. Millora molt amb l'activitat física i la relaxació. És un dolor opressiu en banda que abasta tot el perímetre del crani. El tractament pot requerir medicació preventiva constant si els atacs són molt freqüents, a més del tractament del dolor agut quan aquest és molt intens.[10]
2. Migranya. Es tracta d'una cefalea molt freqüent que afecta entre el 12 i el 16% de la població mundial. Produeix atacs de dolor intens que de forma característica afecta només la meitat dreta o esquerra del cap i s'acompanya de nàusees, vòmits i sensació pulsatil.[11]
3. Cefalea en cúmuls. És un tipus de mal de cap extraordinàriament intens. Rep molts altres noms, com cefalea histamínica i cefalea de Horton. Tots aquestes denominacions són sinònims i es poden emprar indistintament.[11]
4. Altres cefalees primàries. Dins d'aquest apartat s'inclouen diversos subtipus, entre ells la cefalea associada a l'activitat sexual, la cefalea benigna per tos, la cefalea benigna per exercici i la cefalea hípnica.[12]

#### Cefalees secundàries
1. Cefalea per traumatisme crani-encefàlic.
2. Cefalees de causa vascular, és a dir per alteracions dels vasos sanguinis, tant artèries com venes.
  1. Causada per accident cerebrovascular.
  2. Causada per arteritis de la temporal.
3. Cefalea per trastorns intracranials no vasculars.
  1. Cefalea per augment de la pressió del líquid cefalorraquidi (Vegeu hipertensió endocranial).
  2. Cefalea per disminució de la pressió del líquid cefalorraquidi.
  3. Cefalea per neoplàsia intracranial (Vegeu tumor cerebral).
4. Cefalea per medicaments, drogues o síndrome d'abstinència.
  1. Cefalea per abús de medicació.
5. Cefalea per infeccions.
  1. Cefalea per infeccions intracranials, com la meningitis i l'encefalitis.
  2. Cefalea per infeccions generals, com la cefalea de la grip.
6. Cefalea per trastorns de l'homeòstasi: hipòxia, diàlisis, hipertensió arterial, hipotiroïdisme.
7. Dolor facial per altres alteracions craniofacials. En aquest apartat s'inclouen les cefalea causada per alteracions de l'oïda, com l'otitis, dels sins paranasals entre elles la sinusitis i de l'ull, per exemple el glaucoma agut.
8. Cefalees de causa psiquiàtrica.

#### Neuràlgies cranials i altres
La cefalea crònica diària és freqüent en la pràctica clínica diària. Atès que la majoria dels malalts que consulten per aquest motiu abusen d'analgèsics, aquest factor s'ha posat directament en relació amb la cronificació de la cefalea primària de base: aproximadament un terç dels pacients amb cefalea crònica diària compleixen criteris d'abús d'analgèsics. En les Unitats de cefalea aproximadament el 40% dels pacients tenen cefalea crònica per abús d'analgèsics. En els anys 1950 es realitzen les primeres descripcions de pacients les cefalees dels quals van empitjorar en consumir diàriament ergotamina i posteriorment apareixen nous estudis que impliquen analgèsics simples i opioides en la cronificació de la cefalea, donant lloc al concepte de cefalea per abús d'analgèsics o cefalea de rebot. En els anys 90 es publiquen els primers treballs que impliquen els triptans en el manteniment i/o agreujament de la cefalea preexistent.
Els criteris de la IHS 2006 defineixen la cefalea induïda per abús de medicació com aquella cefalea present d'igual o més de quinze dies al mes que s'ha desenvolupat o ha empitjorat durant l'abús de medicació i hi ha abús regular durant més de 3 mesos d'un o més medicaments usats com a tractament agut de la cefalea (ergotamina, triptans, opioides o analgèsics combinats consumits a mínim 10 dies/mes i/o analgèsics simples consumits com a mínim 15 dies/mes) i és classificada com a cefalea secundària.

### Específic de la migranya

#### Crisis
- Els AINEs: l'aspirina, naproxèn o una combinació de medicaments per a la migranya:
- Els ergòtics, avui dia desaconsellats, com l'ergotamina, la dehidroergotamina o l'ergotamina amb cafeïna (Cafergot).
- Els triptans.
- Algunes vegades, els medicaments que s'utilitzen per a alleujar les nàusees i vòmits serveixen per a alleujar altres símptomes de migranya.

#### Preventiu
Utilitzats per a migranyes freqüents:
- Blocadors beta, com el propranolol (Sumial©).
- Blocadors dels canals de calci, com verapamil.

## Epidemiologia
La cefalàlgia és un dels problemes més comuns i alhora menys atesos del sistema nerviós. Més del 90% de la població sap què és un mal de cap. El 70% pateix cefalees tensionals. Entre el 12-15% pateix migranya i entre el 3-5% pateix cefalea crònica i diària. La cefalea en acúmuls, 3% població afecta majoritàriament als homes, mentre la Migranya a les dones.
Les cefalees no només són crisi dolorosa, sinó que en molts casos també són dolors molt incapacitants. En el món i d'acord amb l'OMS 2001, la migranya és la dinovena causa a la taula de discapacitats generals de totes les malalties, sexes i gènere i la dotzena si parlem només de dones.
Les patologies amb mals de cap primaris imposen una important barrera social i financera per a molts afectats. Els atacs repetits de mal de cap i en algunes ocasions la por constant que aparegui la propera crisi aconsegueixen trencar la vida familiar, social i laboral del que les pateix.
A Europa, la Migranya costa a l'economia nacional aproximadament 27 bilions d'euros. a l'any en productivitat i dies de treball perduts. La Migranya és la malaltia neurològica a Europa amb major cost econòmic, després de la Demència.
La Cefalea crònica i diària, afecta a Espanya a 1.600.000 persones que es veuen totalment incapacitades per fer vida normal, ni familiar ni professionalment.
Segons l'Organització Mundial de la Salut, una persona que pateix un atac de migranya severa resta tan incapacitada com un pacient amb tetraplegia i més que una persona cega.
Considerant una mitjana de 75 anys de vida, una persona que comença a tenir crisi als 10 anys, pot arribar a perdre 7 anys i mig de vida al llit sense poder realitzar les activitats quotidianes a causa de la malaltia.

### Prevalença
- Els mals de cap són els trastorns neurològics més freqüents i es troben entre els símptomes més habituals observats en la pràctica general.[15] Així s'estima que un 25% de les consultes neurològiques en l'assistència primària de medicina general es deuen al mal de cap.[16] L'alta freqüència de presentació de la cefalea (segons enquestes el 89% dels homes i el 97% de les dones reconeixen haver patit algun episodi de cefalea que afectà el seu estat de salut significativament) i la dificultat del seu tractament situen la cefalea com un problema de primer ordre per a la salut pública. En aquest sentit des d'inicis del segle xx es comencen a crear unitats d'atenció especialitzada (essent pionera la clínica de la cefalea del Massachusetts General Hospital).[17]
- La mitjana de prevalença de la migranya en algun moment de la vida és del 18% i la mitjana estimat de prevalença en l'últim any, del 13%.
- La prevalença de la migranya en nens i adolescents és del 7,7%.
- La cefalea tensional és més comú que la migranya, amb una prevalença en algun moment de la vida de prop del 52%. Això no obstant, només les cefalees tensionals cròniques o freqüents són incapacitants.
- El 3% de la població pateix mal de cap crònic (p. ex. patir mal de cap de 15 a més dies al mes). Aquests constitueixen els grup de població més fortament incapacitats.

### Dimorfisme sexual
- La proporció de la distribució entre els sexes per a les migranyes en algun moment de la vida es manté estable en 2 o 3 dones per cada home i és, en general, consistent en tots els països.
- La preponderància dels mals de cap femenins apareix en la pubertat: les dones tenen un risc 1,5 vegades major de patir-los, i un risc 1,7 vegades major de patir migranya, que els nens i adolescents homes.
- Hi ha una proporció de la distribució entre els sexes igual per la prevalença de la cefalea tensional.

En el cas de la migranya el sistema hormonal actua com a factor ambiental desencadenant. La relació entre migranya i estrògens es fonamenta en que: la migranya és més freqüent en dones, la incidència de migranya augmenta després de la menarquia, els anticonceptius orals poden influir en la història natural de la migranya i, sovint, els símptomes milloren durant l'embaràs.
La menstruació desencadena les crisis en una forquilla d'entre un 17% a un 45% de les dones migranyoses, encara que les crisis poden aparèixer en altres moments del cicle (ovulació, meitat de cicle) o per altres desencadenants. Es parla de migranya menstrual pura (5% -8% de totes les migranyes) quan les crisis només es produeixen des de dos o tres dies abans de començar la regla fins a dos o tres dies després d'acabar aquesta.
Es creu que el principal factor desencadenant d'aquest tipus de crisi és la caiguda d'estrògens que precedeix a la menstruació, sent altres factors importants els relacionats amb els nivells de serotonina i certes prostaglandines.
Les crisis menstruals tenen les mateixes característiques que les no menstruals i responen de la mateixa manera als tractaments simptomàtics (AINE i triptans). No obstant això, el tractament profilàctic de les crisis menstruals és més problemàtic i l'índex de fracassos és més gran.
La migranya no afecta el curs de l'embaràs però aquest sí que modifica l'evolució de la migranya durant la gravidesa. Aproximadament 3 de cada 4 pacients refereixen una millora durant els dos primers trimestres. Això és més probable en cas de migranya que va començar amb la menarquia o en aquelles pacients amb migranya menstrual. La caiguda estrogènica post-part explicaria en part per què gairebé la meitat de les migranyoses tenen importants crisis post-part als 3-6 dies de donar a llum. La cefalea tensional també pot tenir variacions durant l'embaràs. Cal tenir en compte que durant l'embaràs la migranya pot empitjorar i fins i tot debutar com cefalea primària o com una cefalea secundària que l'imiti. A més durant l'embaràs existeixen fortes restriccions en l'ús de fàrmacs per al tractament simptomàtic. Així mateix cal prendre cura d'una sèrie de cefalees secundàries greus que poden aparèixer durant l'embaràs i el puerperi i que convé tenir-les sempre en compte.

### Heretabilitat
- Un dels factors de risc més potents i consistents per a la migranya és comptar amb antecedents familiars de migranya.
- Els resultats d'estudis en bessons suggereixen que els factors genètics subjacents en aproximadament un terç de la distribució familiar de la migranya.
- A la migranya hemiplègica familiar, la malaltia és causada per mutacions en un únic gen.

Les formes comunes de la migranya, amb aura o sense, són trastorns genètics complexos en què múltiples polimorfismes genètics determinen el "llindar de la migranya". Algunes d'aquestes empremtes genètiques han estat identificades recentment en diversos cromosomes en estudis d'associació de genoma complet

### Comorbiditat
- La migranya s'associa fortament amb l'ansietat i els trastorns de l'estat d'ànim, al·lèrgies, trastorns de dolor crònic i epilèpsia.

Els trastorns psicològics s'associen amb freqüència a la migranya. la depressió és tres vegades més freqüent que en la població normal i l'ansietat ho és en cinc vegades
- La migranya amb aura, a diferència de la migranya sense aura, constitueix un factor de risc per l'ictus isquèmic i les lesions cerebrals silents en la RM, especialment en dones amb atacs freqüents.
- L'ansietat en la infància s'associa amb el posterior desenvolupament de cefalees en l'edat adulta.
- Els vòmits cíclics, el somnambulisme i el mareig durant els viatges en la infància es consideren "equivalents de la migranya " i poden anunciar el posterior desenvolupament de migranyes.